# Saut en longueur féminin aux Jeux olympiques d'été de 2020
Pour des articles plus généraux, voir Athlétisme aux Jeux olympiques d'été de 2020 et Saut en longueur aux Jeux olympiques.
Navigation
Rio 2016 Paris 2024
L'épreuve du saut en longueur féminin aux Jeux olympiques de 2020 se déroule les 1er et 3 août 2021 au Stade olympique national de Tokyo, au Japon.

## Records
Avant cette compétition, les records dans cette discipline étaient les suivants : 
| Record du monde  | Galina Chistyakova (URS)   | 7,52 m | Leningrad | 11 juin 1988      |
| Record olympique | Jackie Joyner-Kersee (USA) | 7,40 m | Séoul     | 29 septembre 1988 |

## Résultats

### Finale
| Rang               | Athlète               | Pays                      | Essais | Essais | Essais | Essais | Essais | Essais | Marque | Notes |
| Rang               | Athlète               | Pays                      | 1      | 2      | 3      | 4      | 5      | 6      | Marque | Notes |
| ------------------ | --------------------- | ------------------------- | ------ | ------ | ------ | ------ | ------ | ------ | ------ | ----- |
| Médaille d'or      | Malaika Mihambo       | Allemagne                 | 6,83   | 6,95   | 6,78   | x      | x      | 7,00   | 7,00   | SB    |
| Médaille d'argent  | Brittney Reese        | États-Unis                | 6,60   | 6,81   | 6,97   | 6,87   | 6,95   | 6,84   | 6,97   |       |
| Médaille de bronze | Ese Brume             | Nigeria                   | 6,97   | 6,67   | x      | 6,88   | x      | 6,90   | 6,97   |       |
| 4                  | Ivana Španović        | Serbie                    | 6,71   | 6,91   | 6,84   | x      | 6,63   | 6,72   | 6,91   |       |
| 5                  | Maryna Bekh-Romanchuk | Ukraine                   | x      | x      | 6,88   | x      | x      | x      | 6,88   |       |
| 6                  | Tara Davis            | États-Unis                | 6,62   | 6,67   | 6,81   | 6,84   | 6,83   | 6,71   | 6,84   |       |
| 7                  | Brooke Stratton       | Australie                 | x      | 6,52   | 6,83   | 6,24   | 6,62   | x      | 6,83   |       |
| 8                  | Jazmin Sawyers        | Grande-Bretagne           | x      | 6,80   | 6,53   | 6,74   | x      | x      | 6,80   |       |
| 9                  | Khaddi Sagnia         | Suède                     | 6,58   | 6,67   | 6,58   |        |        |        | 6,67   |       |
| 10                 | Tyra Gittens          | Trinité-et-Tobago         | 6,30   | 6,60   | 6,53   |        |        |        | 6,60   |       |
| 11                 | Abigail Irozuru       | Grande-Bretagne           | x      | 6,51   | 6,27   |        |        |        | 6,51   |       |
| 12                 | Chantel Malone        | Îles Vierges britanniques | 6,50   | 4,73   | 6,48   |        |        |        | 6,50   |       |

### Qualifications
Limite de qualification : 6,75 m (Q) ou les 12 meilleures performances (q).
| Rang | Groupe | Athlète                     | Pays                      | 1    | 2    | 3    | Marque | Notes |
| ---- | ------ | --------------------------- | ------------------------- | ---- | ---- | ---- | ------ | ----- |
| 1    | B      | Ivana Španović              | Serbie                    | x    | 7,00 |      | 7,00   | Q, SB |
| 2    | B      | Malaika Mihambo             | Allemagne                 | 6,64 | 6,56 | 6,98 | 6,98   | Q, SB |
| 3    | A      | Brittney Reese              | États-Unis                | 6,52 | 6,86 |      | 6,86   | Q     |
| 4    | A      | Tara Davis                  | États-Unis                | 6,85 |      |      | 6,85   | Q     |
| 5    | B      | Chantel Malone              | Îles Vierges britanniques | x    | 6,44 | 6,82 | 6,82   | Q     |
| 6    | B      | Ese Brume                   | Nigeria                   | 6,68 | 6,55 | 6,76 | 6,76   | Q     |
| 7    | A      | Khaddi Sagnia               | Suède                     | 6,76 |      |      | 6,76   | Q     |
| 8    | A      | Abigail Irozuru             | Grande-Bretagne           | 6,39 | 6,65 | 6,75 | 6,75   | Q, SB |
| 9    | A      | Tyra Gittens                | Trinité-et-Tobago         | 6,12 | 6,72 | 6,34 | 6,72   | q     |
| 10   | A      | Maryna Bekh-Romanchuk       | Ukraine                   | 6,71 | x    | x    | 6,71   | q     |
| 11   | A      | Jazmin Sawyers              | Grande-Bretagne           | 6,55 | x    | 6,62 | 6,62   | q     |
| 12   | A      | Brooke Stratton             | Australie                 | 6,60 | 6,44 | 6,32 | 6,60   | q     |
| 13   | B      | Quanesha Burks              | États-Unis                | 6,04 | 6,56 | 6,18 | 6,56   |       |
| 14   | B      | Nastassia Mironchyk-Ivanova | Biélorussie               | 6,21 | 6,39 | 6,55 | 6,55   |       |
| 15   | A      | Maryse Luzolo               | Allemagne                 | 6,54 | x    | 6,38 | 6,54   |       |
| 16   | B      | Anasztázia Nguyen           | Hongrie                   | x    | 6,52 | x    | 6,52   |       |
| 17   | A      | Alina Rotaru                | Roumanie                  | 6,46 | 6,47 | 6,51 | 6,51   |       |
| 18   | B      | Eliane Martins              | Brésil                    | x    | 6,43 | 6,38 | 6,43   |       |
| 19   | A      | Rellie Kaputin              | Papouasie-Nouvelle-Guinée | x    | 6,30 | 6,40 | 6,40   |       |
| 20   | B      | Florentina Iusco            | Roumanie                  | 6,19 | x    | 6,36 | 6,36   |       |
| 21   | B      | Fátima Diame                | Espagne                   | x    | 6,27 | 6,32 | 6,32   |       |
| 22   | A      | Christabel Nettey           | Canada                    | 6,18 | 6,23 | 6,29 | 6,29   |       |
| 23   | B      | Yanis David                 | France                    | 6,27 | 6,10 | 6,26 | 6,27   |       |
| 24   | A      | Chanice Porter              | Jamaïque                  | x    | 6,13 | 6,22 | 6,22   |       |
| 25   | B      | Tissanna Hickling           | Jamaïque                  | 6,17 | x    | 6,19 | 6,19   |       |
| 26   | B      | Darya Reznichenko           | Ouzbékistan               | 5,92 | 5,94 | 6,19 | 6,19   |       |
| 27   | A      | Nathalee Aranda             | Panama                    | 5,98 | 6,12 | x    | 6,12   |       |
| 28   | B      | Lorraine Ugen               | Grande-Bretagne           | 6,05 | x    | x    | 6,05   |       |
| –    | B      | Ksenija Balta               | Estonie                   | x    | –    | –    | NM     |       |
| –    | A      | Darya Klishina              | ROC                       | x    | x    | x    | NM     |       |

## Légende
Records et Performances
- AR : Record continental (area record)
- CR : Record des championnats (championship record)
- MR : Record du meeting (meet record)
- NR : Record national (national record)
- OR : Record olympique (olympic record)
- PR : Record paralympique (paralympic record)
- PB : Record personnel (personal best)
- SB : Meilleure performance personnelle de la saison (season's best)
- WL : Meilleure performance mondiale de l'année (world leader)
- WJR : Record du monde junior (world junior record)
- WR : Record du monde (world record)

Circonstances et Conditions
- DNF : N'a pas terminé (did not finish)
- DNS : N'a pas pris le départ (did not start)
- DQ : Disqualification (disqualification)
- NM : Aucun essai valable enregistré (No Mark)
- Q : Qualifié « directement » au prochain tour (ou à la prochaine compétition), lors d'une compétition majeure, grâce au classement ou à la réalisation des minima (automatic qualifier)
- q : Qualifié au prochain tour (ou à la prochaine compétition), lors d'une compétition majeure, grâce au repêchage ou à la réalisation de l'une des meilleures performances parmi celles des « non qualifiés directement » (grâce au meilleur temps ou à la meilleure distance par exemple) (secondary qualifier)